# Zarrendorf
Zarrendorf ist eine Gemeinde südlich von Stralsund im Landkreis Vorpommern-Rügen. Sie wird vom Amt Niepars mit Sitz in der Gemeinde Niepars verwaltet.

## Geografie und Verkehr
Zarrendorf liegt acht Kilometer südlich der Stadt Stralsund. Die Gemeinde besteht aus den Ortsteilen Neu-Ahrendsee und Zarrendorf. Nördlich der Gemeinde verläuft die B 96.
Die Bahnstrecke Berlin–Stralsund (Berliner Nordbahn) durchquert die Gemeinde und hat einen Haltepunkt in Zarrendorf.

## Geschichte
Zarrendorf ist slawischen Ursprungs. Der Name stammt vom slawischen Lokator Carnek und bedeutet Ort des Čarnek. Erstmals erwähnt wurde der Ort im Jahr 1334 in einem Dokument eines Doberaner Mönches und Prokurators Nikolaus Sarnestorp. Seit der Auflösung des Fürstentums Rügen gehörte der Ort zum Herzogtum Pommern. 1534 wurde hier die Reformation eingeführt und ab 1536 wird Zarrendorf Amtsdorf.
Mit dem Westfälischen Frieden von 1648 geriet Vorpommern und damit Zarrendorf unter schwedische Herrschaft und im Jahr 1815 kam der Ort mit Neuvorpommern zur preußischen Provinz Pommern. 1778 kommt es zu Schuldforderungen des Kapitäns von Born und des Schäfers Jürgen Knuth gegen den Anwalt von Eggebrecht wegen der beim Wiederaufbau des durch Feuer zerstörten Dorfes Zarrendorf verbrauchten Gelder. Wie stark Zarrendorf zerstört war, lässt sich gegenwärtig noch nicht belegen. 1904 wurde der Ort an das Fernsprechnetz des Deutschen Reiches angeschlossen. Zwischen 1919 und 1922 wurde dann eine Chaussee von Zarrendorf über Wendorf nach Voigdehagen gebaut. Am 18. November 1924 wird die Freiwillige Feuerwehr Zarrendorf gegründet. Die beiden Gemeinden Alt Zarrendorf und Neu Zarrendorf wurden 1934/35 zur Gemeinde Zarrendorf zusammengeschlossen. Die Ländereien wurden in jener Zeit vom Stralsunder Kloster zum Heiligen Geist verwaltet und verpachtet. Nach 1945 wurden die Pächter dann im Zuge der Bodenreform in der sowjetischen Besatzungszone enteignet und den landwirtschaftlichen Produktionsgenossenschaften der späteren DDR zugeführt, welche die Felder und Äcker dann verwaltete.
Zarrendorf war bis 1952 Teil des Landkreises Grimmen und gehörte danach bis 1994 zum Kreis Grimmen im Bezirk Rostock. Seit 1990 gehört der Ort zum Land Mecklenburg-Vorpommern. Die Gemeinde gehörte bis zum 1. Januar 2004 zum aufgelösten Amt Kronskamp. 2005 wurde in dem Ort eine Straußenfarm eröffnet.

## Politik

### Liste der Bürgermeister
Übersicht über die Bürgermeister in Zarrendorf seit dem Zweiten Weltkrieg.
| Zeitraum  | Bürgermeister    |
| --------- | ---------------- |
| ab 1945   | Wilhelm Fanter   |
| 1946–1948 | Heinrich Groißle |
| 1948–1950 | Paul Haffer      |
| ?         | Erich Haselow    |
| ?         | Max Link         |
| ?         | Rudolf Lange     |
| ?         | Ernst Bahls      |
| ?         | Alfred Hanf      |
| ?         | Franz Kahler     |
| ?         | Fritz Peters     |
| 1961–1978 | Hans Krüger      |
| 1979–1994 | Erika Reinicke   |
| 1994–2019 | Ulrike Graap     |
| seit 2019 | Christian Röver  |

### Wappen
|                                                                          | Blasonierung: „In Gold eine schwarz bewehrte und blau gezungte rote Gabelweihe von einem schräglinken blauen Torfspaten auffliegend.“ |
| Das Wappen wurde im Mai 2023 durch das Ministerium des Innern genehmigt. | |

Die Gabelweihe symbolisiert die Fauna der Gemeinde und der Torfspaten steht für den mit der Ortsgeschichte verbundenen Torfabbau.

### Dienstsiegel
Als Dienstsiegel wird das kleine Landessiegel mit dem Wappenbild des Landesteils Vorpommern geführt. Es zeigt einen aufgerichteten Greifen mit aufgeworfenem Schweif und der Umschrift „GEMEINDE ZARRENDORF * LANDKREIS VORPOMMERN-RÜGEN“.